# Memecylon lateriflorum
Memecylon lateriflorum là một loài thực vật có hoa trong họ Mua. Loài này được (G. Don) Bremek. mô tả khoa học đầu tiên năm 1934.